# 髙相みな実
髙相 みな実（たかそう みなみ、1996年8月8日 - ）は、日本の女子バレーボール選手。

## 来歴
長野県下高井郡山ノ内町出身。小学1年生のとき、父がバレーボール部の監督をしていたことをきっかけにバレーボールを始めた。。
東京都市大学塩尻高等学校、中京大学を経て、2018/19シーズン、V.LEAGUE DIVISION1 WOMEN（V1女子）に所属するPFUブルーキャッツの内定選手となった。内定選手としてV1女子の試合に出場し、Vリーグデビューを果たした。
2019年6月10日、イタリアのナポリで開催された第30回ユニバーシアード競技大会の日本代表メンバーにPFUブルーキャッツから高相とチームアナリストの小亦美紀が選出された。チームは銅メダルを獲得。
2021年、綿引菜都美と共に2021/22シーズンより副キャプテンに就任した。
2022年、第70回黒鷲旗全日本選抜大会でチームの準優勝に貢献し、自身もベスト6を受賞した。
2023年、V・サマーリーグでチームの優勝に貢献し、最優秀選手賞を受賞した。
2024年4月、PFUを退団。6月に群馬グリーンウイングス入団が発表された。

## 所属チーム
- 山ノ内町立東小学校（山ノ内町スポーツ少年団）[1]
- 中野市立中野平中学校[1]
- 東京都市大学塩尻高等学校
- 中京大学
- PFUブルーキャッツ #8（2018-2024年）
- 群馬グリーンウイングス（2024年-）

## 球歴
- ユニバーシアード日本代表 - 2019年

## 受賞歴
- 2022年 - 第70回黒鷲旗全日本男女選抜バレーボール大会 ベスト6
- 2023年 - V・サマーリーグ 最優秀選手賞

## 個人成績
V.LEAGUEの個人成績は下記の通り（交流戦・プレーオフを含む）。
| 大会        | 所属        | 出場   | 出場     | アタック | アタック | アタック | アタック | バックアタック | バックアタック | バックアタック | バックアタック | アタック決定本数 | ブロック | ブロック   | サーブ | サーブ     | サーブ | サーブ | サーブ | サーブ | サーブレシーブ | サーブレシーブ | サーブレシーブ | 総得点 |
| ----------- | ----------- | ------ | -------- | -------- | -------- | -------- | -------- | -------------- | -------------- | -------------- | -------------- | ---------------- | -------- | ---------- | ------ | ---------- | ------ | ------ | ------ | ------ | -------------- | -------------- | -------------- | ------ |
| 大会        | 所属        | 試合数 | セット数 | 打数     | 得点     | 失点     | 決定率   | 打数           | 得点           | 失点           | 決定率         | セット平均       | 得点     | セット平均 | 打数   | ノータッチ | エース | 失点   | 効果   | 効果率 | 受数           | 成功           | 成功率         | 総得点 |
| V1 20-21    | PFU         | 20     | 62       | 538      | 189      | 24       | 35.1     | 54             | 9              | 6              | 16.7           | 3.05             | 7        | 0.11       | 209    | 3          | 10     | 21     | 56     | 10.4   | 461            | 315            | 57.2           | 209    |
| V1 19-20    | PFU         | 23     | 34       | 200      | 48       | 8        | 24.0     | 26             | 6              | 1              | 23.1           | 1.41             | 4        | 0.12       | 50     | 0          | 2      | 5      | 9      | 6.0    | 125            | 73             | 46.4           | 54     |
| V1 18-19    | PFU         | 7      | 5        | 16       | 4        | 2        | 25.0     | 2              | 0              | 0              | 0.0            | 0.80             | 0        | -          | 6      | 0          | 1      | 1      | 0      | 12.5   | 15             | 3              | 16.7           | 5      |
| CM 18-19    | PFU         | 2      | 5        | 0        | 0        | 0        | -        | 0              | 0              | 0              | -              | -                | 0        | -          | 13     | 0          | 1      | 0      | 3      | 13.5   | 0              | 0              | -              | 1      |
| 通算：4大会 | 通算：4大会 | 52     | 106      | 754      | 241      | 34       | 32.0     | 82             | 15             | 7              | 18.3           | 2.27             | 11       | 0.10       | 278    | 3          | 14     | 27     | 68     | 9.8    | 601            | 391            | 53.9           | 269    |

## 出演

### YouTube
PFUブルーキャッツ【Official】 
- PFUブルーキャッツ　【青猫じゃらし】髙相選手に○○聞いてみた（2020年5月14日）
- 新人インタビュー髙相（2019年1月16日）